# Spotter (observateur)
 (avril 2016).
Si vous disposez d'ouvrages ou d'articles de référence ou si vous connaissez des sites web de qualité traitant du thème abordé ici, merci de compléter l'article en donnant les références utiles à sa vérifiabilité et en les liant à la section « Notes et références ».
Pour les articles homonymes, voir Spotter.

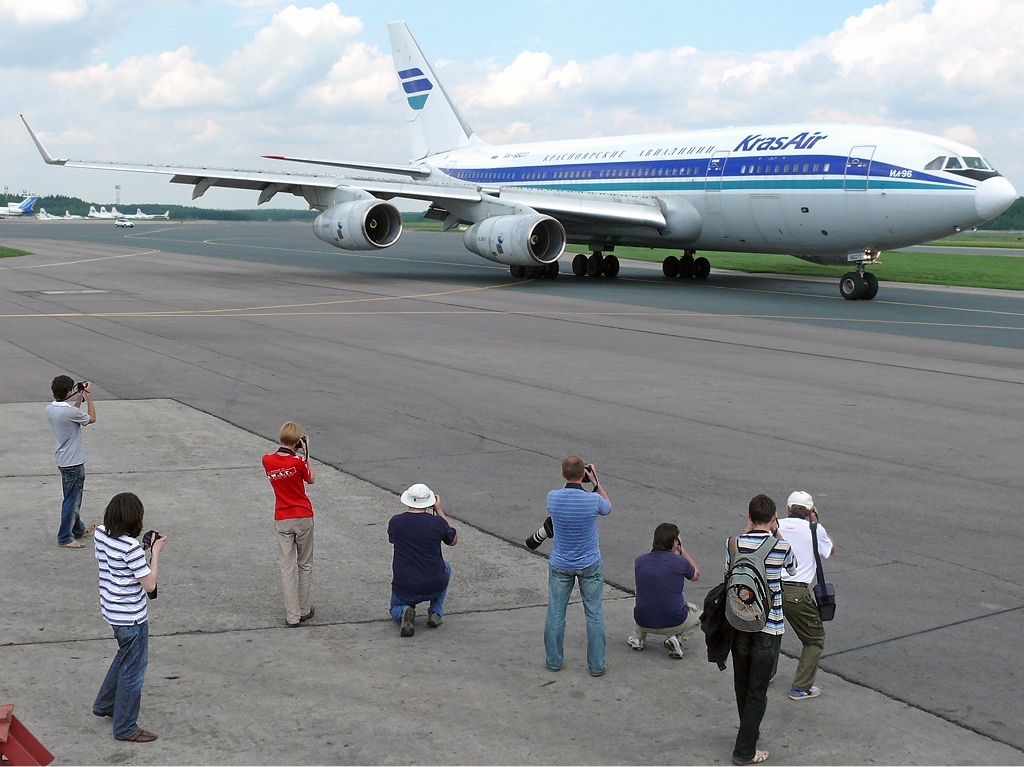
Un groupe de spotters à l'aéroport de Moscou-Domodedovo photographiant un Iliouchine Il-96-300 de la KrasAir

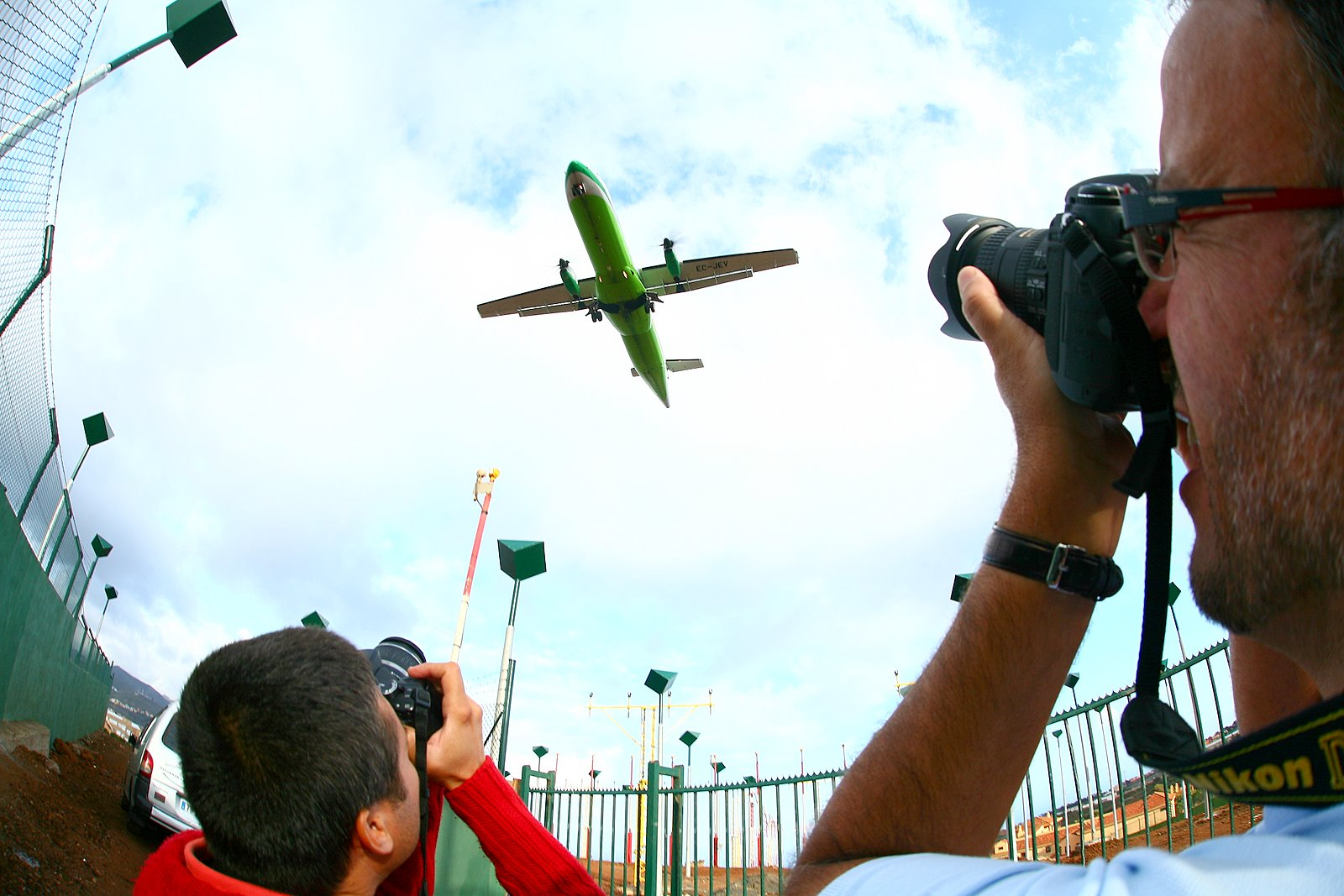
Spotters à l'aéroport nord de Tenerife

Un spotter d'aéronef est un passionné d'aviation parcourant les aéroports et aérodromes pour observer, répertorier, prendre des photos d'avions et/ou notes diverses (photos d'empennage, immatriculations, entre autres).
Les « spotters » sont en général à la recherche d'un modèle rare, qu'ils cherchent à être le premier ou la première à avoir repéré.

## Histoire
L'origine du terme remonte à la Seconde Guerre mondiale. En anglais, « to spot » signifie « repérer ». À la merci des bombardiers allemands, un réseau anglais était chargé de la surveillance du ciel. Ces spotters se chargeaient de lancer l'alerte à l'approche de ces bombardiers, mais permettaient également de tracker les avions ennemis et d'en identifier les pertes. La pratique du spotting reste principalement connue au Royaume-Uni.
Les avions de ligne sont particulièrement visés par les spotters, mais hélicoptères et autres aéronefs sont également concernés. Avec le renforcement des mesures de sécurité autour des principaux aéroports, le spotting est interdit sur certains sites sans autorisation écrite (notamment à Roissy-Charles de Gaulle depuis 2006). Les autorités expliquent leur décision par des raisons de sécurité, mais les spotters relèvent qu'au Royaume-Uni ou aux États-Unis, les spotters ont été intégrés dans les plans de sécurité des aéroports.

## Législation
- La prise de vue ne peut se faire depuis une des zones interdites de l'aéroport ;
- Sont interdits les clichés de l'intégralité des installations aéroportuaires de la zone côté piste[réf. nécessaire] ;
- il est interdit d'utiliser des échelles ou des escabeaux le long de la clôture de sûreté.

Pour les aéroports de Roissy-Charles-de-Gaulle, du Bourget et d'Orly, une autorisation de 3 ans doit être délivrée par la Préfecture de Police de Paris.

## Reconnaissance
Les relations entre les spotters et les autorités sont variables.
Les forces de l'ordre peuvent exercer une certaine méfiance envers des individus restant plusieurs heures devant les clôtures de l'aéroport. Cette méfiance a été largement exacerbée après les attentats du 11 septembre 2001. La même année, 14 spotters britanniques et néerlandais ont été arrêtés par la police grecque, puis emprisonné pendant 6 semaines pour espionnage.
Au contraire, l'activité peut être encouragée par les autorités. Certains aéroports offrent de vraies installations pour les spotters. À Bruxelles, par exemple, une terrasse restaurant leur est accessible, à Barcelone des plateformes ont été créées pour leur permettre de prendre des photos sans grillages ainsi qu'à Manchester et Montréal, où des zones ont été aménagées afin de permettre aux spotters d'assouvir leur passion.
Les forces de l'ordre peuvent également signer des accords avec les spotters, afin qu'ils signalent tout comportement suspect aux autorités. De tels dispositifs, d'abord inventés au Royaume-Uni, ont également été repris au Canada et aux États-Unis. Un partenariat similaire devrait voir le jour en France. Une tentative d'intrusion à l'aéroport de Bâle-Mulhouse a pu déjà être stoppée, puisqu'un spotter a immédiatement signalé l'incident à la gendarmerie des transports aériens, et leur a transmis la plaque d'immatriculation du véhicule du suspect.

## Galerie de "plane spotting"

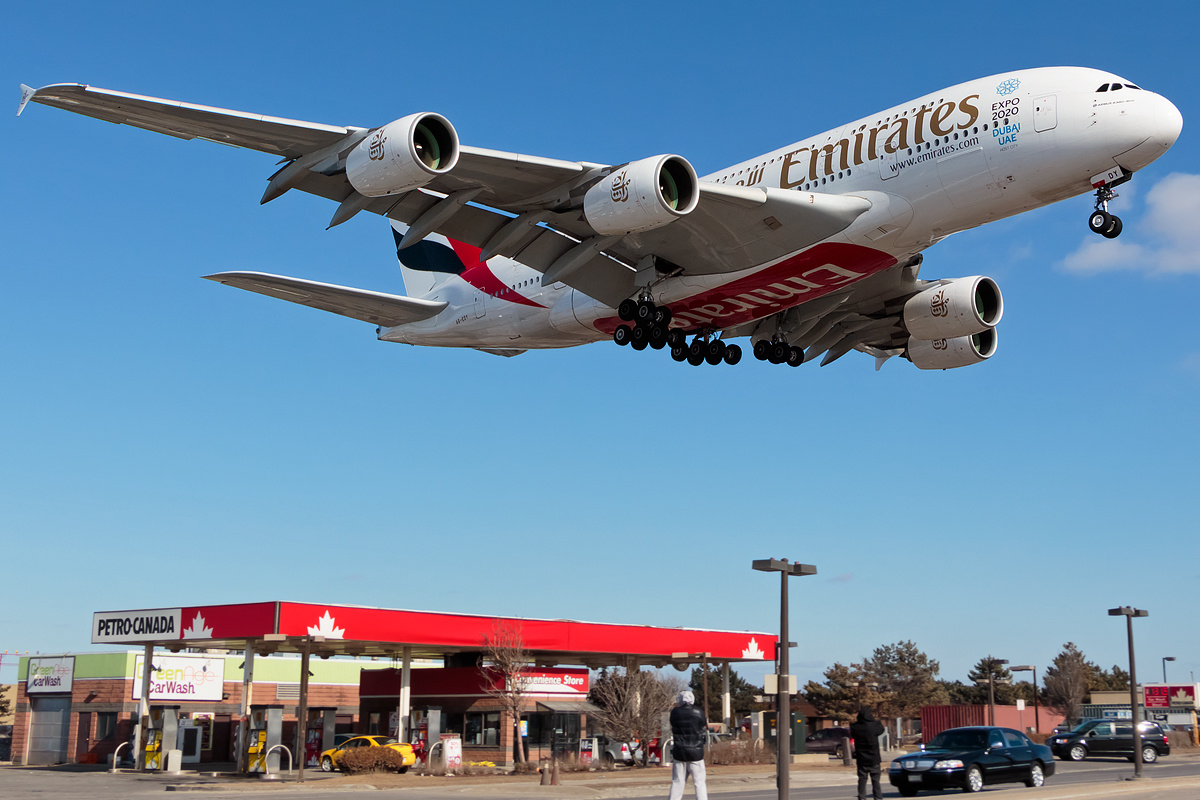
L'Airbus A380 est un incontournable pour les spotters des aéroports internationaux.
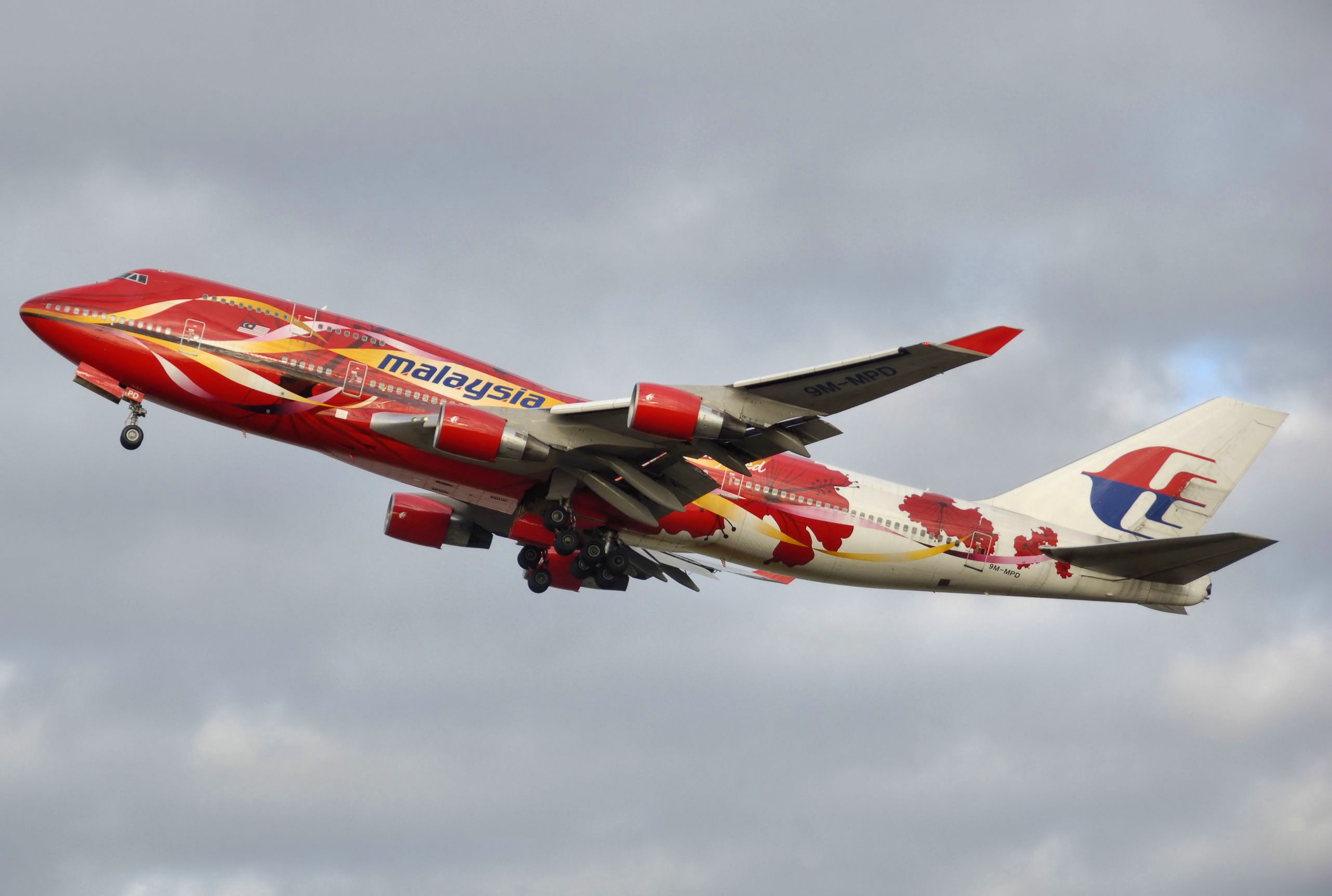
Les livrées spéciales, comme celle-ci sur un Boeing 747-400 de la Malaysia Airlines, sont toujours appréciées par les spotters.
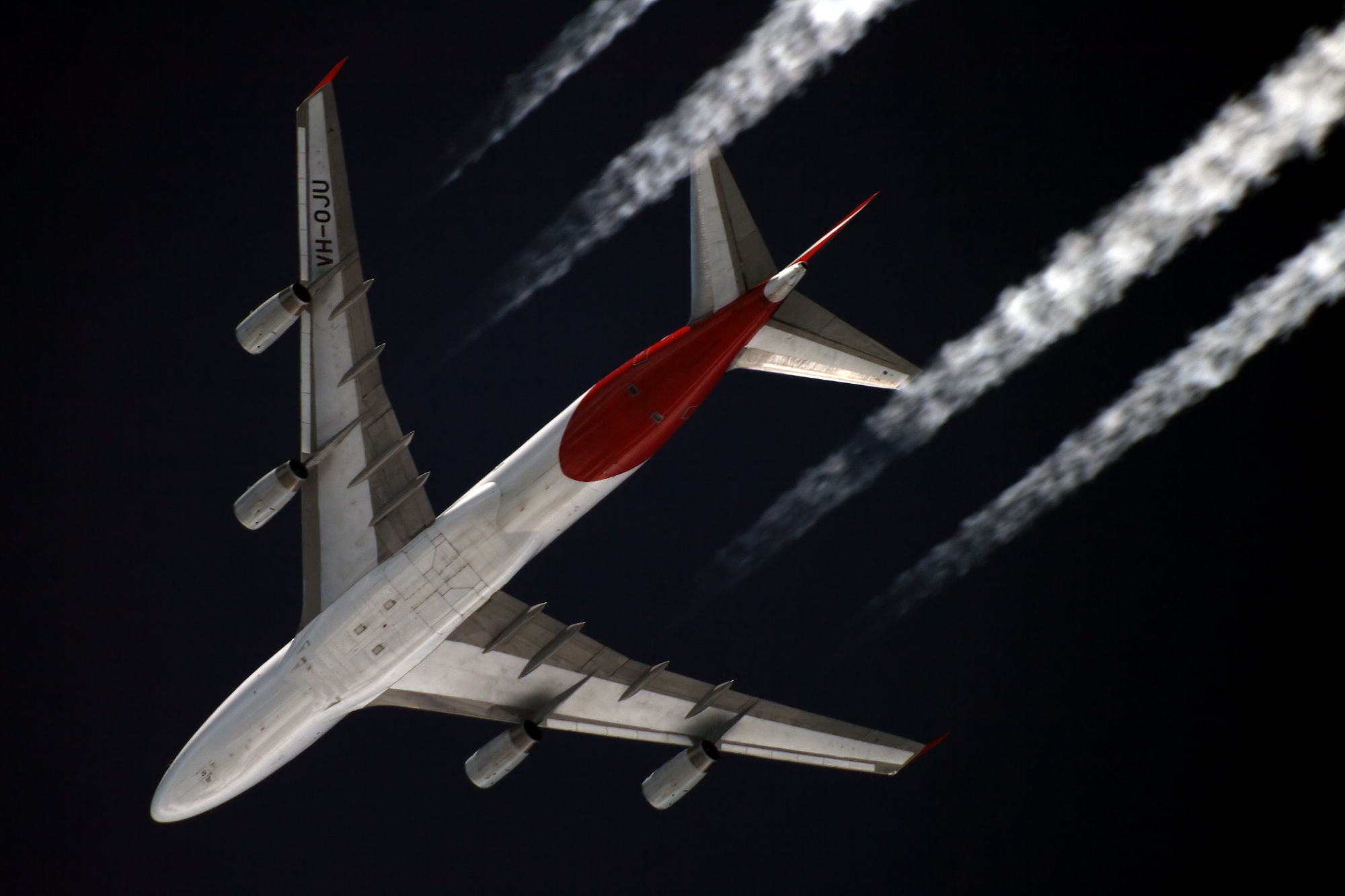
Le spotting n'est pas réservé aux aéroports et peut se faire avec un téléobjectif pour photographier les avions en altitude de croisière.
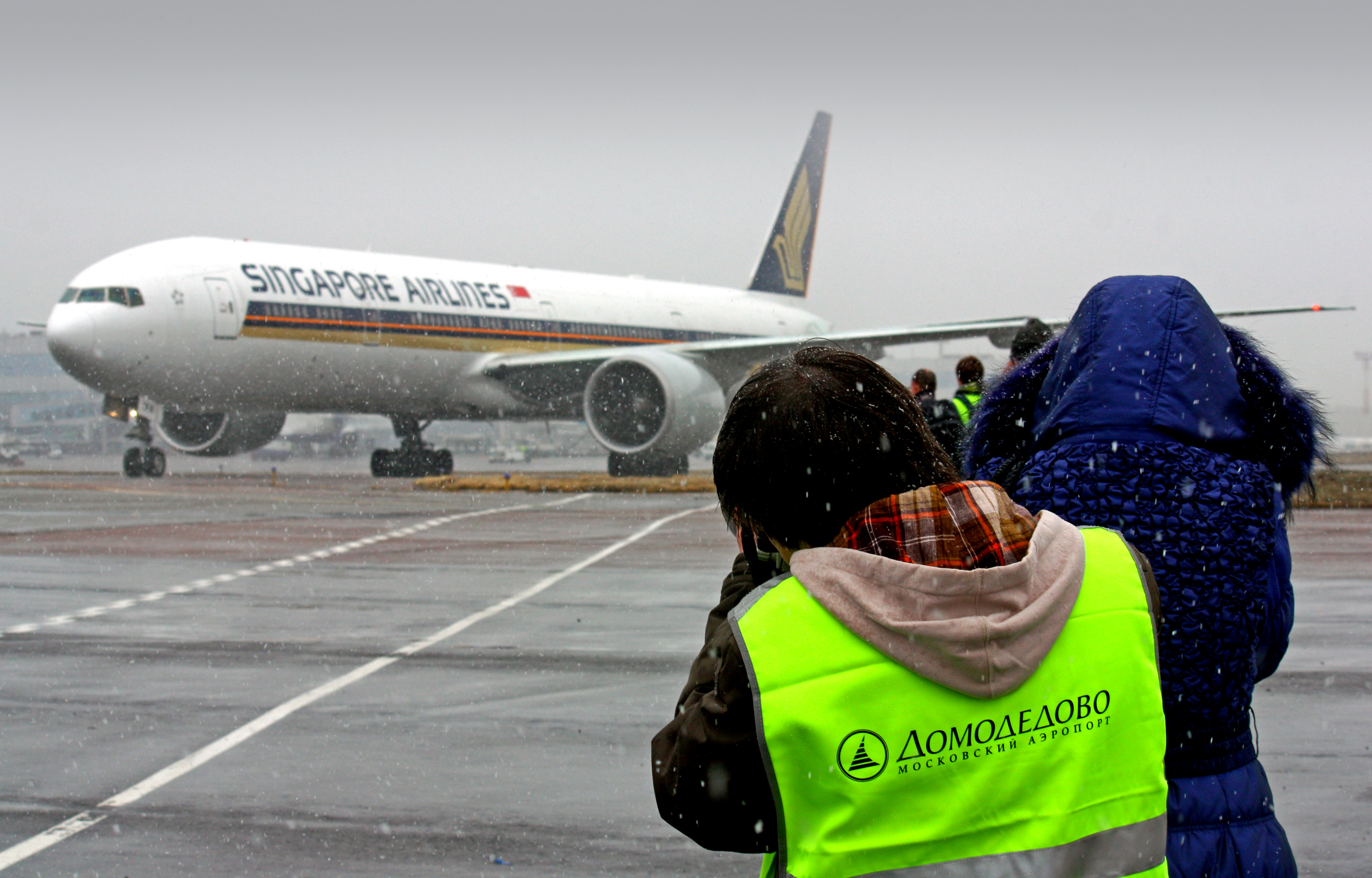
Les aéroports peuvent accueillir exceptionnellement des spotters sur les taxiways (pour des vols inauguraux par exemple), comme ici à Moscou en 2015.
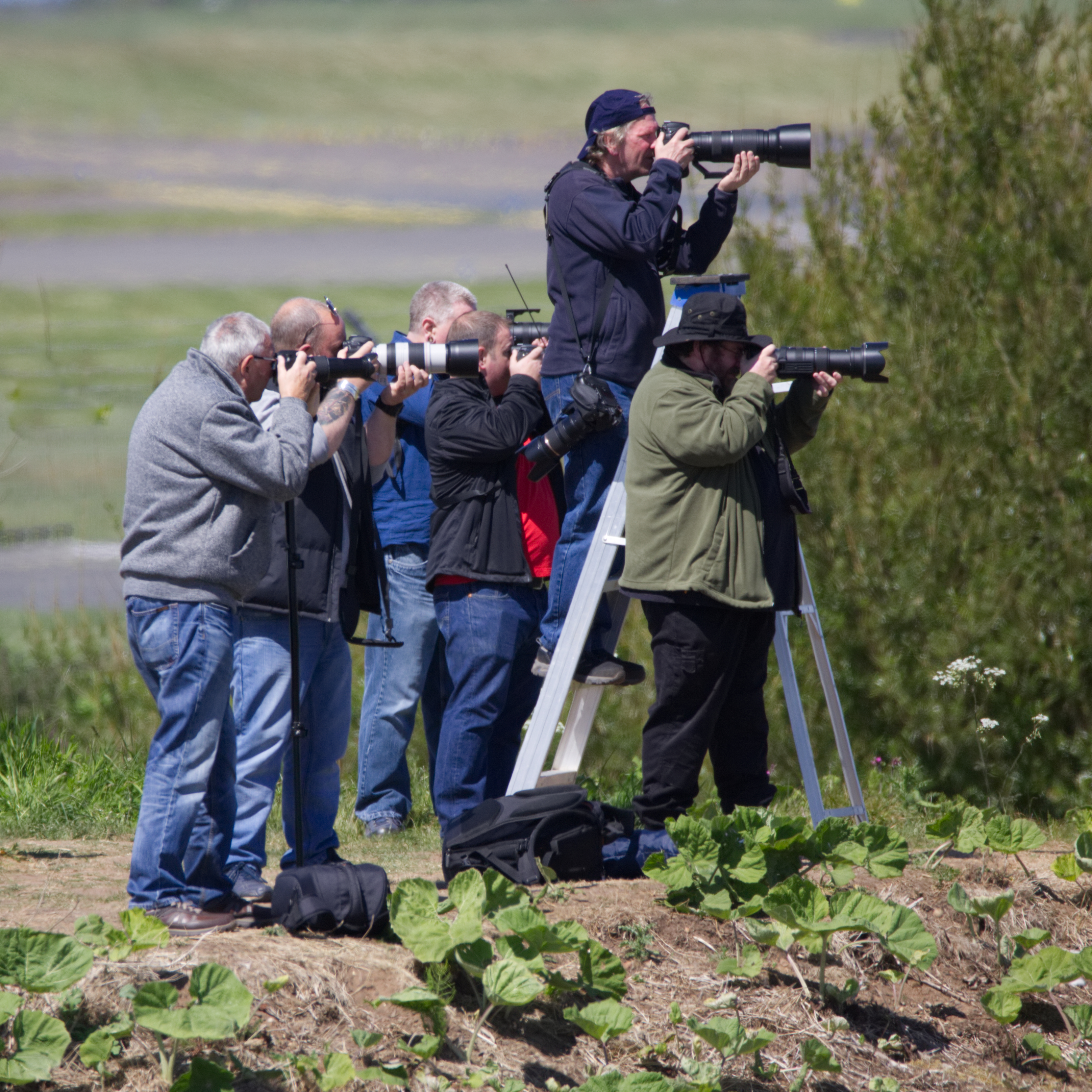
Par mesures de sécurité, les aéroports sont généralement équipés de  grillages : l'escabeau est un parfois un accessoire indispensable pour le spotter.
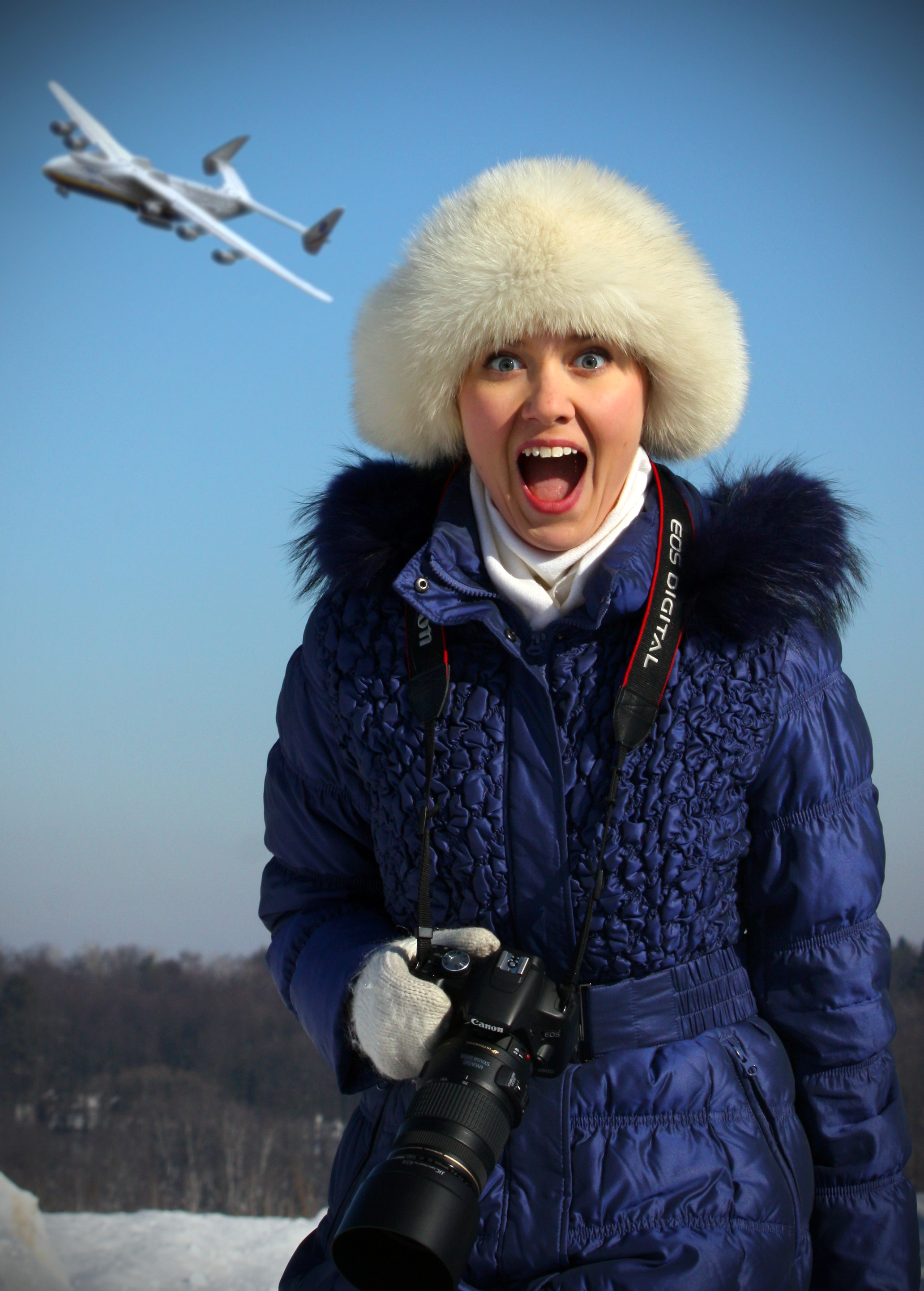
Une spotteuse russe excitée à l'idée de photographier l'Antonov An-225, ici à l'arrière plan. Mars 2011.